# 발리스전송모듈
발리스전송모듈(영어: Balise Transmission Module, BTM)은 열차의 위치정보, 제한속도 등 지상정보를 수신해주는 장치이다.

## 상세
2021년 11월 29일, 현대로템에 의해 개발됐다. 2017년부터 개발을 시작했으며, 약 5년에 거쳐 대한민국 최초 독자 인증모델을 확보했다. 발리스전송모듈은 영하 40도의 저온 테스트를 거쳐 유사 제품보다 낮은 온도에서도 동작이 가능하다.
발리스전송모듈은 영국 국제철도안전평가 기관(Ricardo Certification)에서 안전무결성 기준 최고 등급인 SIL 4를 인증 받았다. 또한, 유럽연합(EU)의 철도 상호호환성 기술표준(TSI) 규격에도 만족한다.

## 향후

### 대한민국
2022년에 완료되는 전라선(익산~여수엑스포, 180km) 한국형 열차신호시스템 시범운용 사업을 시작으로 대구권 광역철도 전동차, KTX-이음, EMU-320 등 프로젝트 및 해외 신규 노선에 발리스전송모듈을 확대 적용할 예정이다. 

## 같이 보기
- 자동 열차 정지 장치